# Cleuville
Cleuville est une commune française située dans le département de la Seine-Maritime, en région Normandie.

## Géographie

### Localisation
| Grainville-la-Teinturière | Le Hanouard                 | Sommesnil         |
| Beuzeville-la-Guérard     | Cleuville                   |                   |
| Thiouville                | Ancourteville-sur-Héricourt | Héricourt-en-Caux |

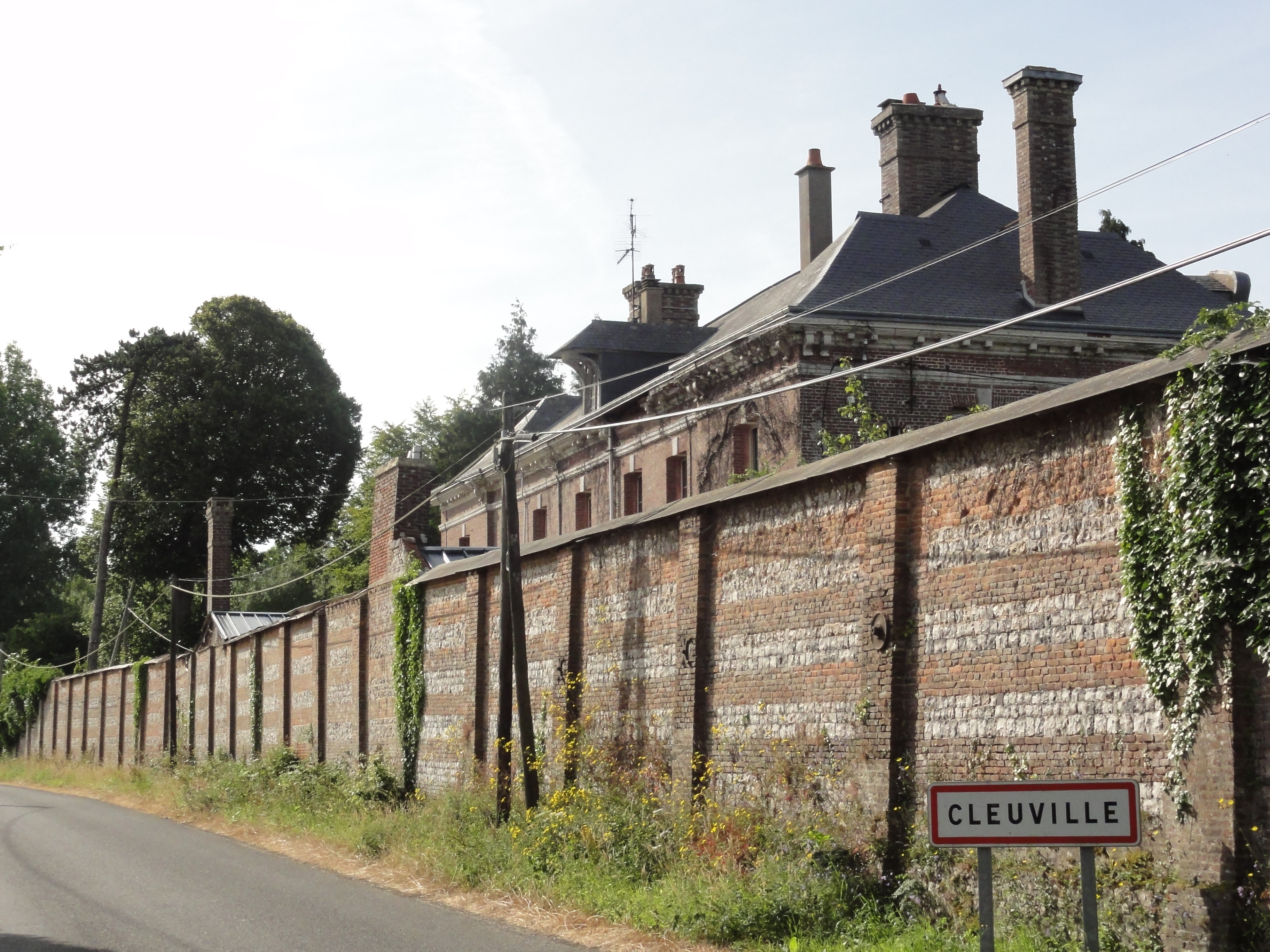
Entrée de Cleuville.
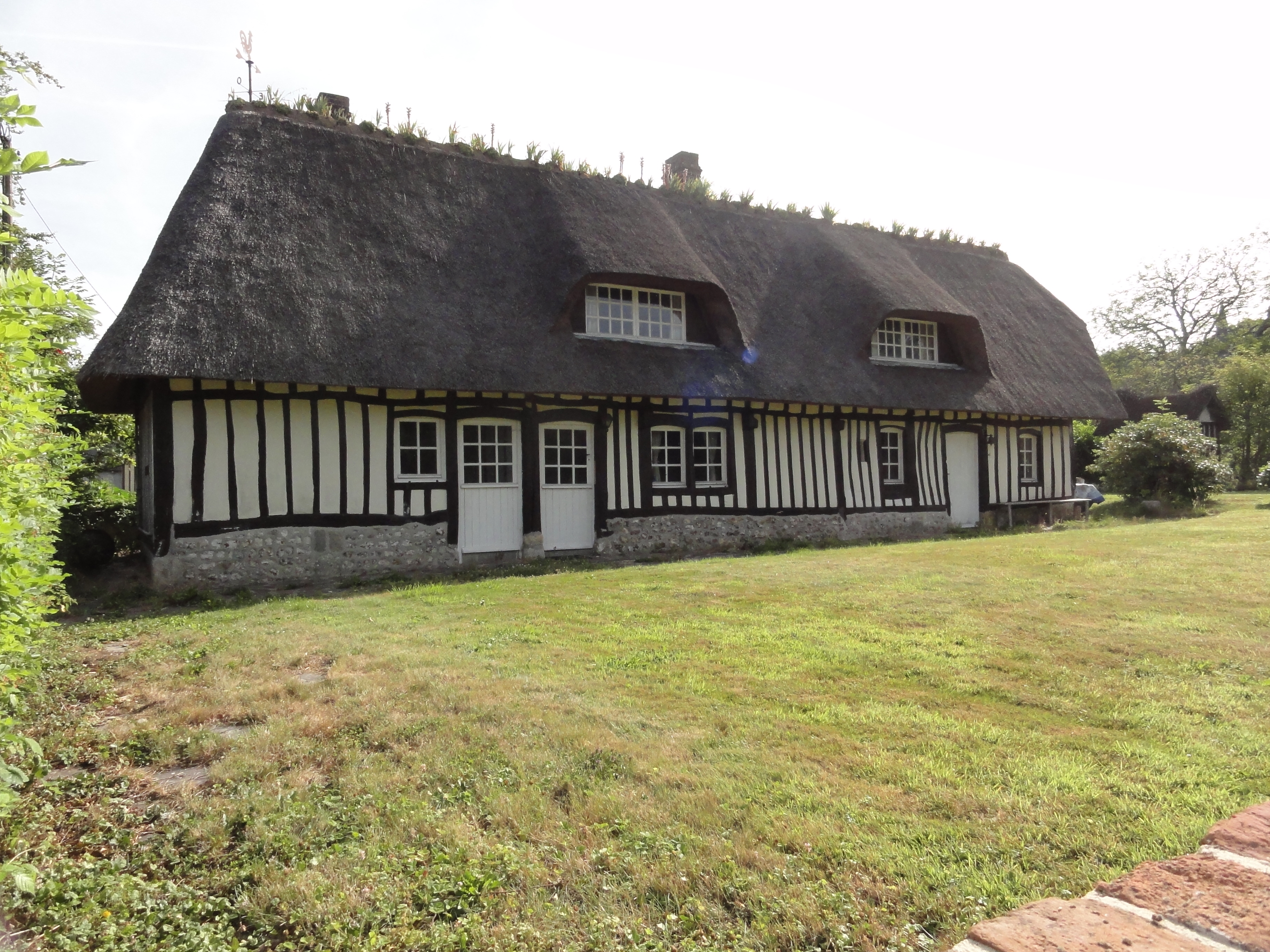
Maison traditionnelle à Cleuville.

### Hydrographie
La commune est située dans le bassin Seine-Normandie. Elle n'est drainée par aucun cours d'eau,.

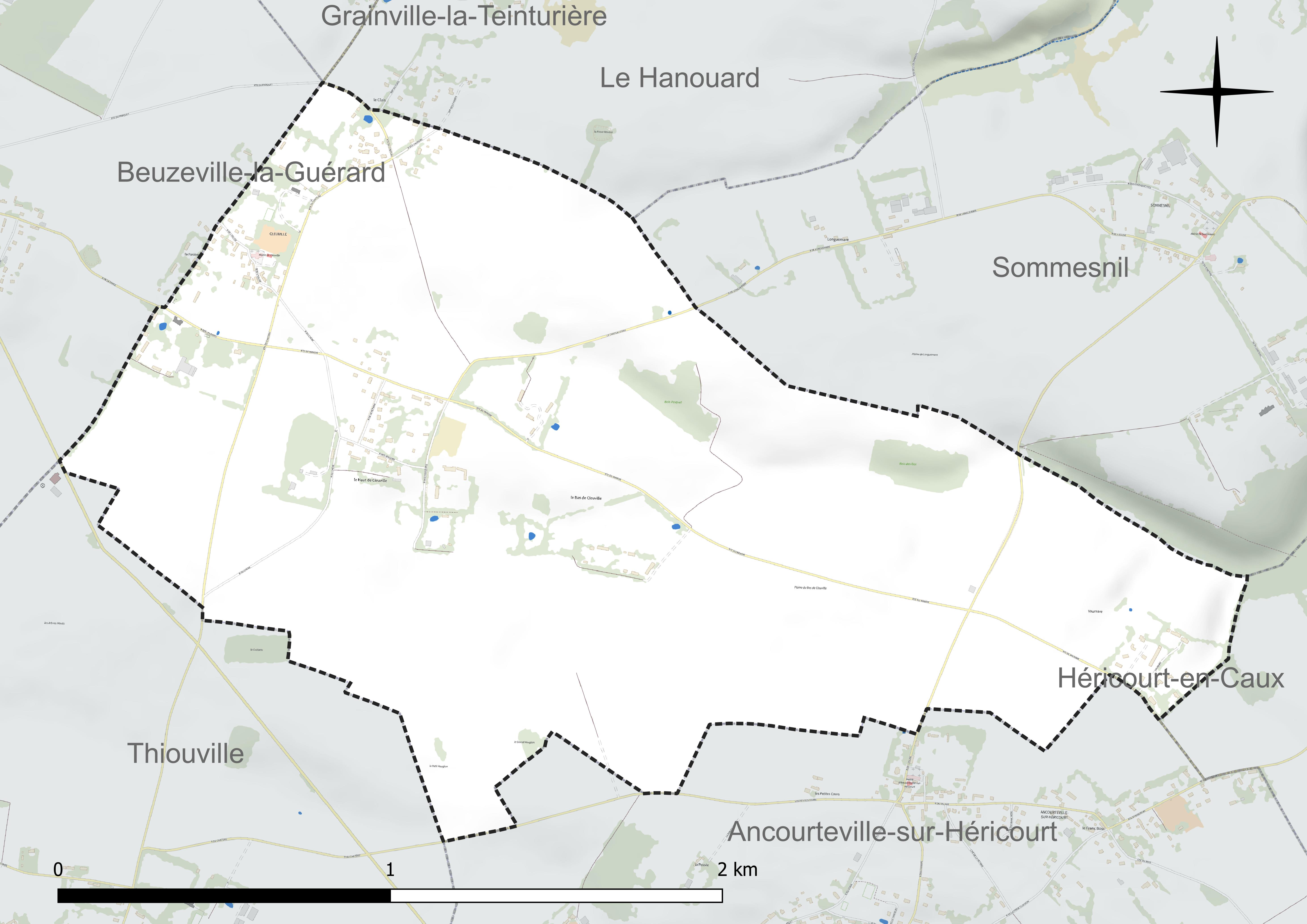
Réseau hydrographique de Cleuville.

### Climat
Pour des articles plus généraux, voir Climat de la Normandie et Climat de la Seine-Maritime.
En 2010, le climat de la commune est de type climat océanique franc, selon une étude du CNRS s'appuyant sur une série de données couvrant la période 1971-2000. En 2020, Météo-France publie une typologie des climats de la France métropolitaine dans laquelle la commune est exposée à un climat océanique et est dans la région climatique Côtes de la Manche orientale, caractérisée par un faible ensoleillement (1 550 h/an) ; forte humidité de l’air (plus de 20 h/jour avec humidité relative > 80 % en hiver), vents forts fréquents. Parallèlement le GIEC normand, un groupe régional d’experts sur le climat, différencie quant à lui, dans une étude de 2020, trois grands types de climats pour la région Normandie, nuancés à une échelle plus fine par les facteurs géographiques locaux. La commune est, selon ce zonage, exposée à un « climat maritime », correspondant au Pays de Caux, frais, humide et pluvieux, légèrement plus frais que dans le Cotentin.
Pour la période 1971-2000, la température annuelle moyenne est de 10,3 °C, avec une amplitude thermique annuelle de 13,8 °C. Le cumul annuel moyen de précipitations est de 940 mm, avec 13,5 jours de précipitations en janvier et 8,8 jours en juillet. Pour la période 1991-2020, la température moyenne annuelle observée sur la station météorologique la plus proche, située sur la commune d'Ectot-lès-Baons à 15 km à vol d'oiseau, est de 10,8 °C et le cumul annuel moyen de précipitations est de 905,5 mm,. Pour l'avenir, les paramètres climatiques de la commune estimés pour 2050 selon différents scénarios d'émission de gaz à effet de serre sont consultables sur un site dédié publié par Météo-France en novembre 2022.

## Urbanisme

### Typologie
Au 1er janvier 2024, Cleuville est catégorisée commune rurale à habitat dispersé, selon la nouvelle grille communale de densité à sept niveaux définie par l'Insee en 2022.
Elle est située hors unité urbaine et hors attraction des villes,.

### Occupation des sols
L'occupation des sols de la commune, telle qu'elle ressort de la base de données européenne d’occupation biophysique des sols Corine Land Cover (CLC), est marquée par l'importance des territoires agricoles (100 % en 2018), une proportion identique à celle de 1990 (100 %). La répartition détaillée en 2018 est la suivante : 
terres arables (87,2 %), prairies (12,8 %). L'évolution de l’occupation des sols de la commune et de ses infrastructures peut être observée sur les différentes représentations cartographiques du territoire : la carte de Cassini (XVIIIe siècle), la carte d'état-major (1820-1866) et les cartes ou photos aériennes de l'IGN pour la période actuelle (1950 à aujourd'hui).

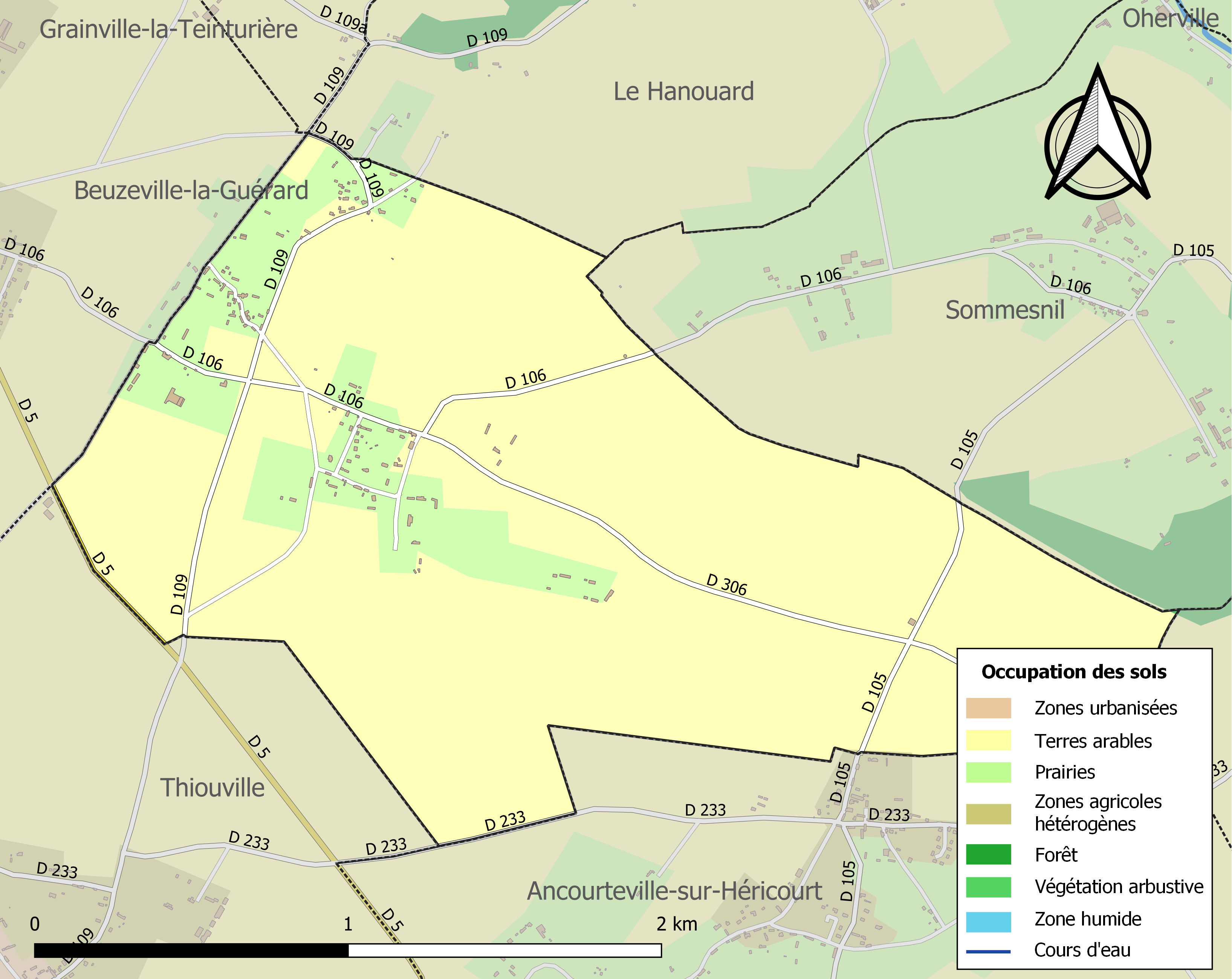
Carte des infrastructures et de l'occupation des sols de la commune en 2018 (CLC).

## Toponymie
Le nom de la localité est attesté sous les formes Clouvilla au XIIe siècle, Clovilla en  1245.
Cleuville appartenait aux Xe et XIe siècles aux barons Talbot, le toponyme n'était utilisé que par les premiers Talbot normands.

## Histoire

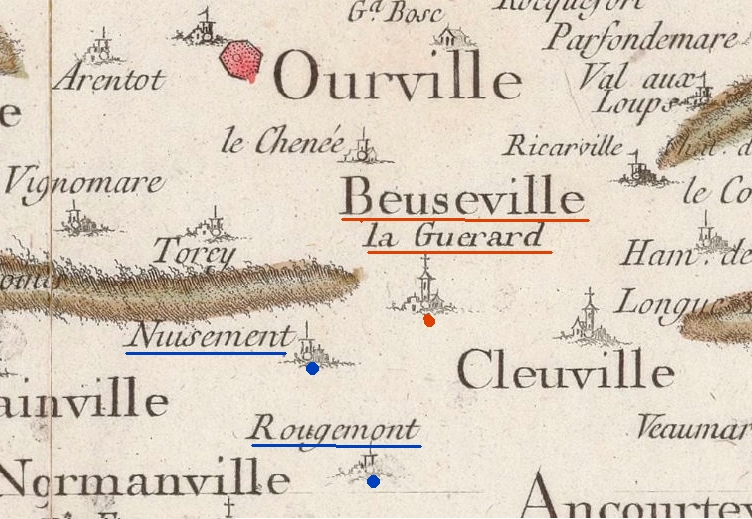
Carte de Cassini du secteur
(vers 1750).

La carte de Cassini ci-contre montre qu'au milieu du XVIIIe siècle, Cleuville est une paroisse.

## Politique et administration
| Période                                  | Période                    | Identité           | Étiquette | Qualité                                             |
| ---------------------------------------- | -------------------------- | ------------------ | --------- | --------------------------------------------------- |
| 1860                                     |                            | Constantin         |           |                                                     |
| Les données manquantes sont à compléter. |                            |                    |           |                                                     |
| 1971                                     | mai 2020                   | Yvon Pesquet       | DVD       | Conseiller général d'Ourville-en-Caux (2004 → 2015) |
| mai 2020,                                | En cours (au 10 août 2020) | Laurent Appercelle |           | Responsable d’affaires en informatique industrielle |

## Démographie
L'évolution du nombre d'habitants est connue à travers les recensements de la population effectués dans la commune depuis 1793. Pour les communes de moins de 10 000 habitants, une enquête de recensement portant sur toute la population est réalisée tous les cinq ans, les populations de référence des années intermédiaires étant quant à elles estimées par interpolation ou extrapolation. Pour la commune, le premier recensement exhaustif entrant dans le cadre du nouveau dispositif a été réalisé en 2008.

En 2022, la commune comptait 188 habitants, en évolution de −3,59 % par rapport à 2016 (Seine-Maritime : +0,35 %, France hors Mayotte : +2,11 %).
| 1793 | 1800 | 1806 | 1831 | 1836 | 1841 | 1846 | 1851 | 1856 |
| ---- | ---- | ---- | ---- | ---- | ---- | ---- | ---- | ---- |
| 430  | 442  | 471  | 425  | 496  | 536  | 517  | 454  | 463  |

| 1861 | 1866 | 1872 | 1876 | 1881 | 1886 | 1891 | 1896 | 1901 |
| ---- | ---- | ---- | ---- | ---- | ---- | ---- | ---- | ---- |
| 443  | 432  | 456  | 451  | 406  | 384  | 357  | 316  | 313  |

| 1906 | 1911 | 1921 | 1926 | 1931 | 1936 | 1946 | 1954 | 1962 |
| ---- | ---- | ---- | ---- | ---- | ---- | ---- | ---- | ---- |
| 304  | 282  | 242  | 211  | 197  | 194  | 175  | 175  | 146  |

| 1968 | 1975 | 1982 | 1990 | 1999 | 2006 | 2008 | 2013 | 2018 |
| ---- | ---- | ---- | ---- | ---- | ---- | ---- | ---- | ---- |
| 148  | 120  | 112  | 111  | 119  | 147  | 155  | 192  | 193  |

| 2022 | - | - | - | - | - | - | - | - |
| ---- | - | - | - | - | - | - | - | - |
| 188  | - | - | - | - | - | - | - | - |

## Vie associative et sportive

Salle André Lavoinne.

- Salle André Lavoinne.

## Culture locale et patrimoine

### Lieux et monuments
- Église Saint-Léger, édifice du XIe siècle, dont le chœur du XVIIe siècle a été complètement modifié en 1852. Les statues et le chemin de croix sont d'un façonnage simple.
- Manoir de Cleuville, du XVIe siècle[23].
- Monument aux morts.

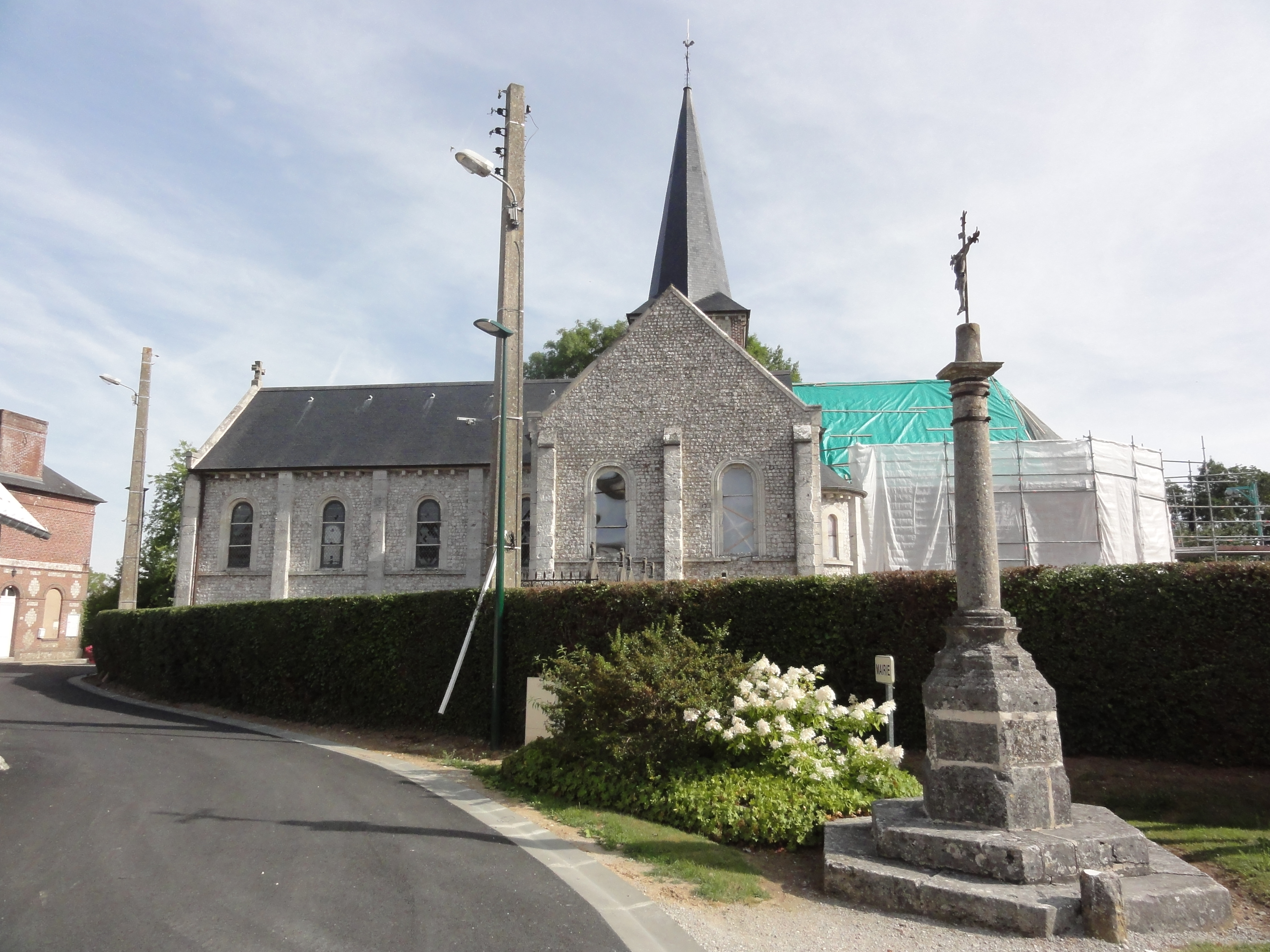
Église Saint-Léger.
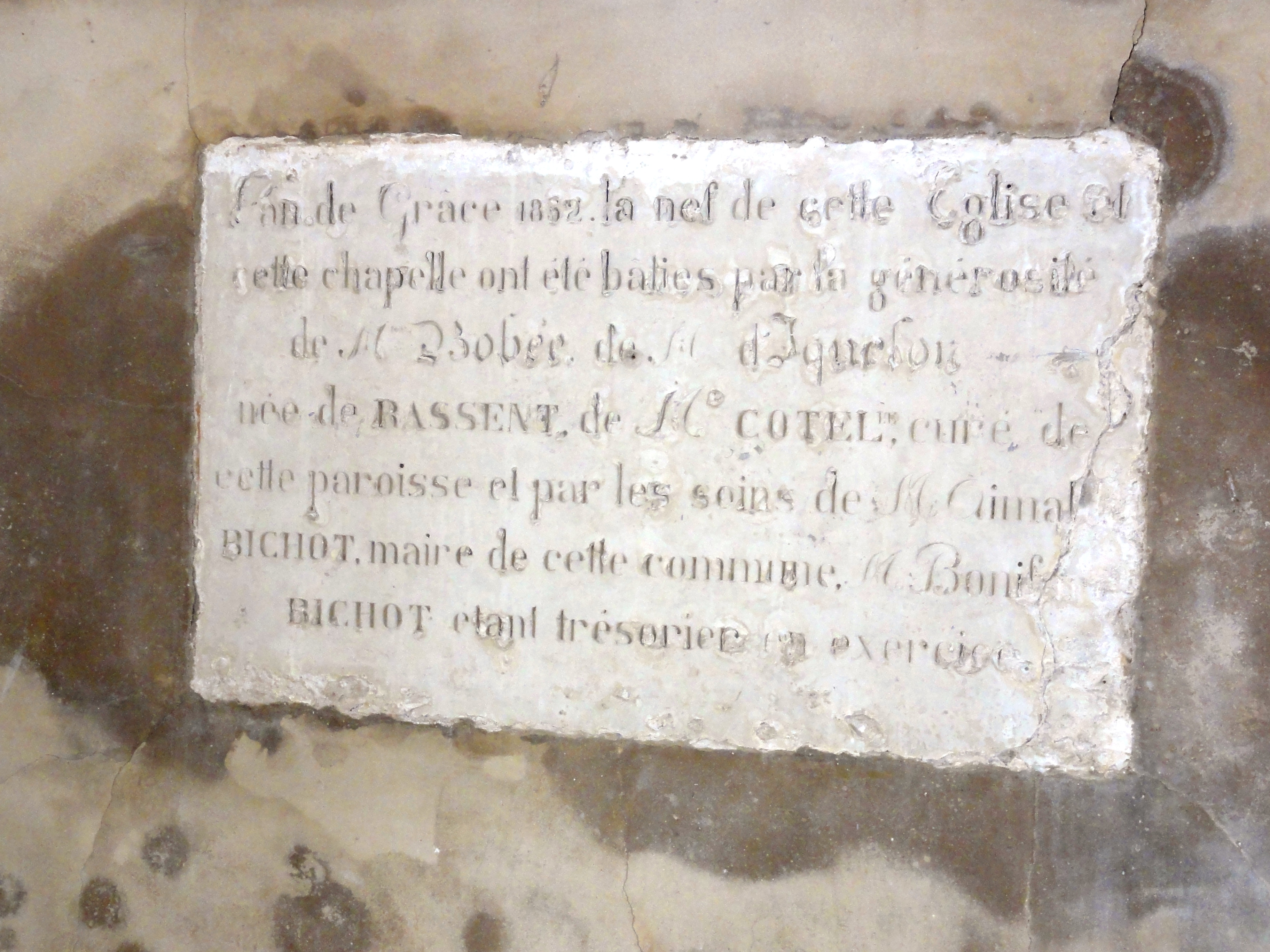
Église, plaque commémorant la construction de 1852.
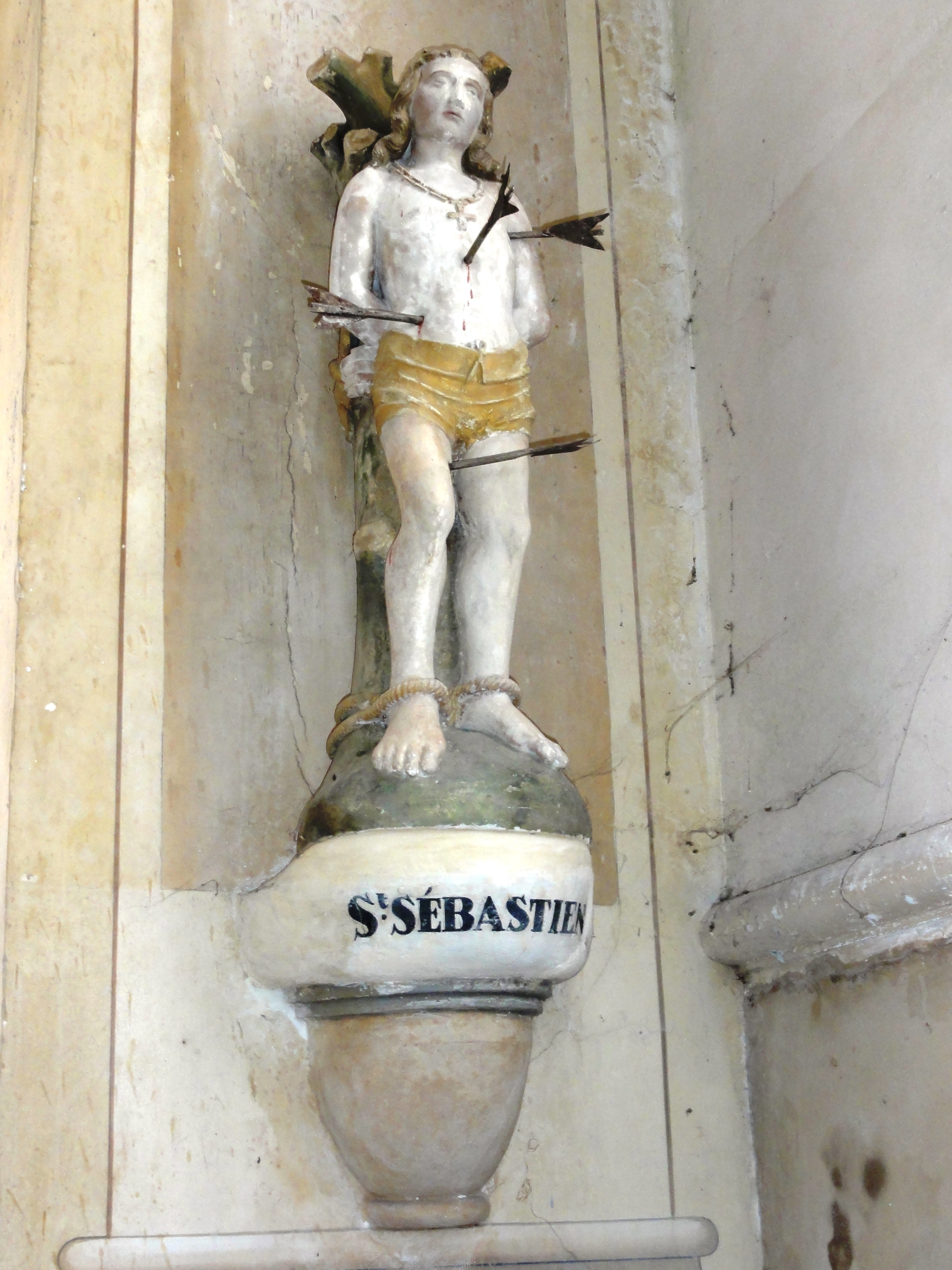
Église, statue de saint Sébastien.
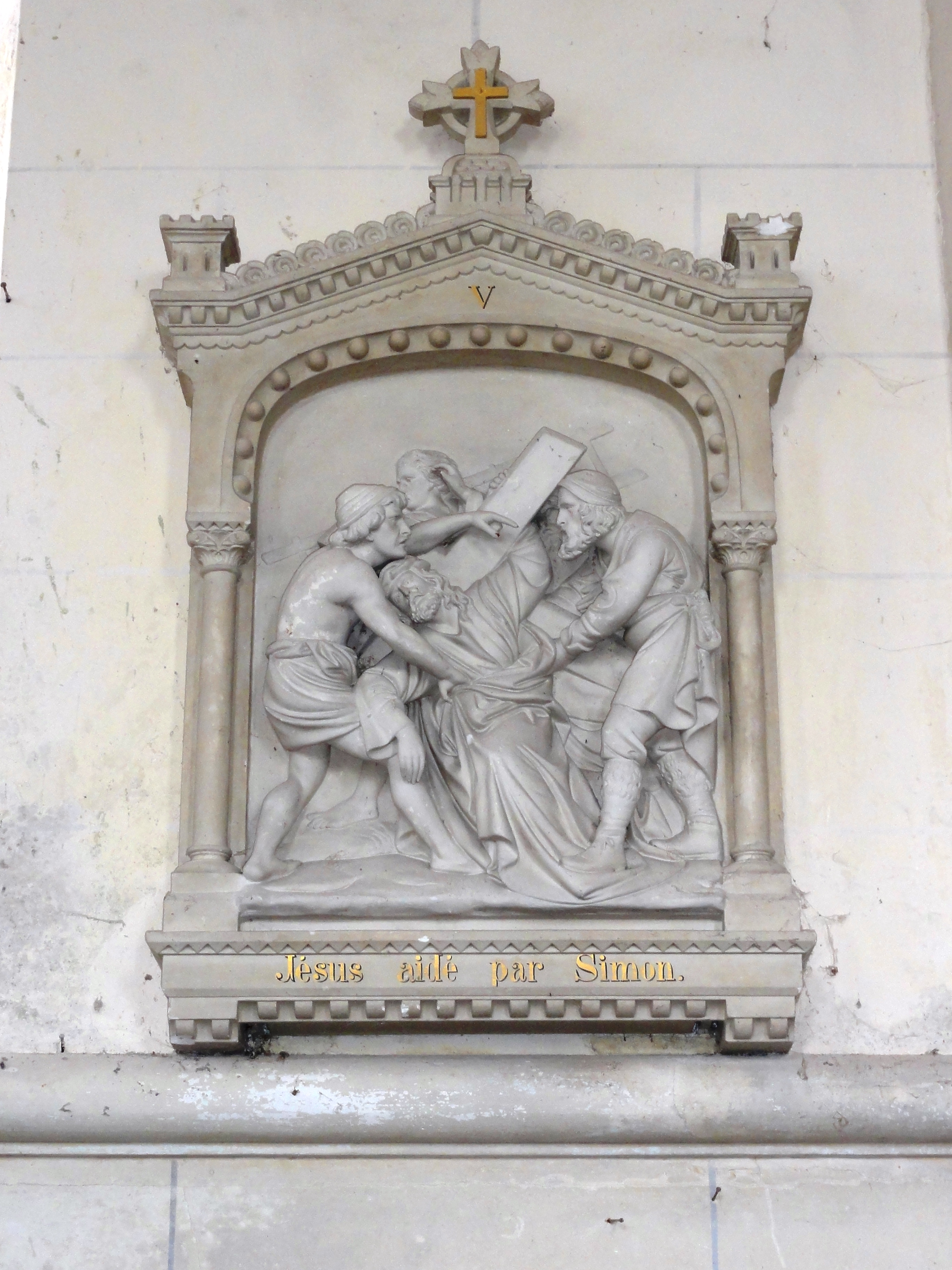
Église, chemin de croix, station 5.
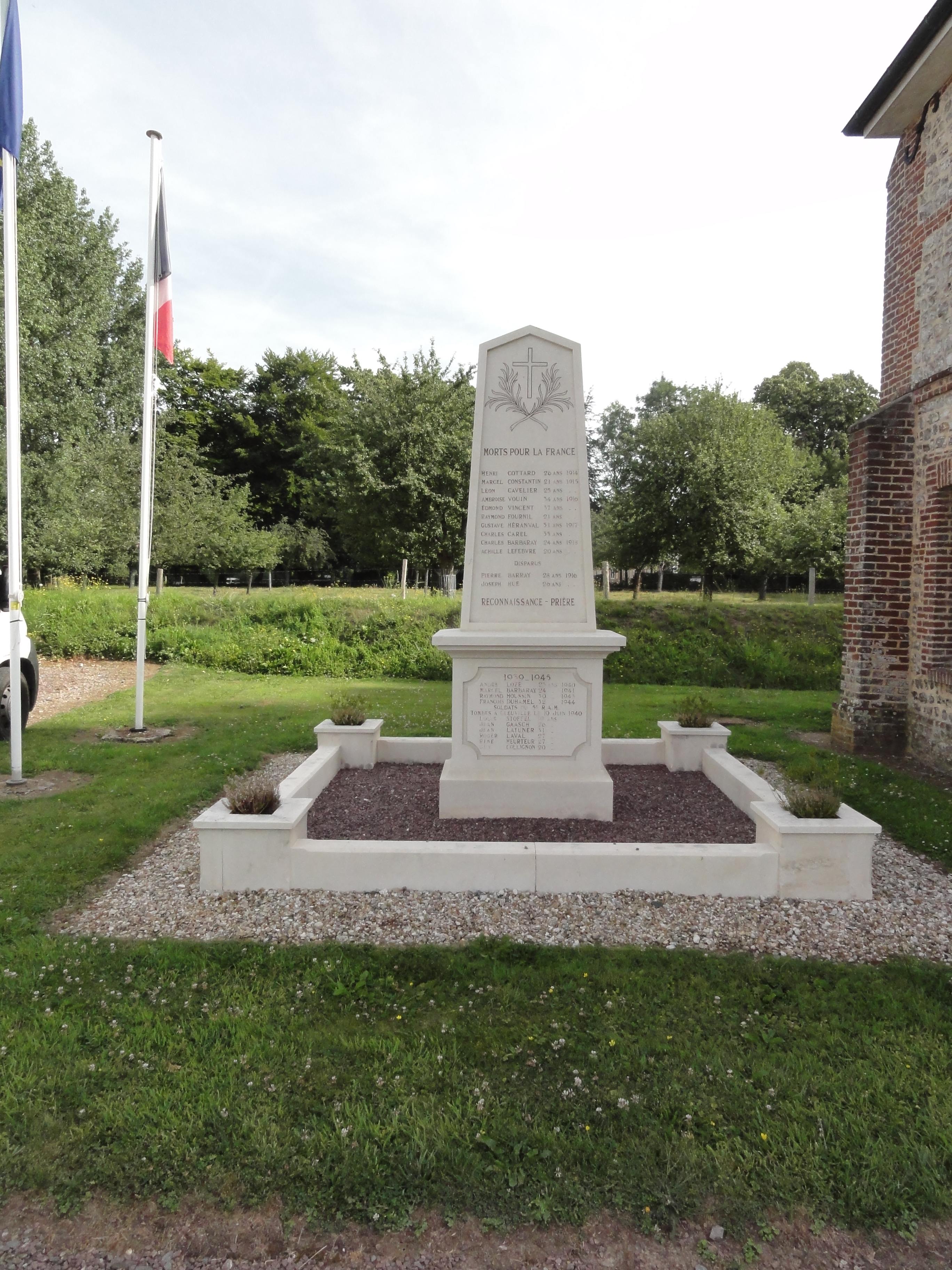
Monument aux morts.